# Humani generis

Wappen Papst Pius’ XII.

Die Enzyklika Humani generis wurde von Papst Pius XII. am 12. August 1950 veröffentlicht. Sie gilt als letzte der vier bedeutenden theologischen Enzykliken seines Pontifikats, nach Mystici corporis über die Kirche, Divino afflante Spiritu über die Bibel (beide 1943) und Mediator Dei über die Liturgie (1947), die vom II. Vatikanum häufig zitiert werden. 
Die Enzyklika setzt sich kritisch mit der Evolutionstheorie auseinander. Sie postuliert einen Monogenismus, also dass alle Menschen von Adam und Eva abstammen und folglich auch deren Erbsünde erben. 
Die vier wichtigsten Konstitutionen des Konzils spiegeln Lehraussagen Pius XII. wider und führen sie weiter fort: Lumen gentium, Dei Verbum, Sacrosanctum Concilium und auch Gaudium et Spes, wobei letztere, die Pastoralkonstitution von 1965, einen Stilwechsel weg von der mahnenden Aussage (wie in Humani generis) hin zur positiven Positionsbestimmung versucht hat. Dieser Versuch war nach Ansicht vieler notwendig geworden, weil die warnenden Lehraussagen des Papsttums als Stimme für die gefährdete Gegenwart von zu geringer Tragweite erschienen.

## Geschichte
Die Enzyklika Humani generis wird mitunter im Kontext des Modernismusstreits innerhalb der Katholischen Kirche gesehen. Die von Papst Pius XII. angegriffenen Lehren sind, soweit sie an den Modernismus anknüpfen, im Wesentlichen bereits durch Papst Pius X. in seiner Enzyklika Pascendi und in der Instruktion des Hl. Offiziums Lamentabili, beide von 1907, verurteilt worden. Jedoch spricht Pius XII. keine expliziten Lehrverurteilungen mehr aus. Insofern bezeichnet Humani generis zugleich einen Wendepunkt: Lehrverurteilungen durch das päpstliche Amt sind seit dem II. Vatikanischen Konzil (1962–1965) nur noch selten. Die Enzyklika benutzt den Ausdruck „Modernismus“ nicht, da das kirchliche Lehramt damit ausschließlich die Krise der Jahre um 1907 bezeichnet. Auch wird der von Pius XII. 1954 heiliggesprochene Vorgänger Pius X. an keiner Stelle explizit zitiert. Damit verdeutlichte der Verfasser von Humani generis, dass er sich mit neuen Phänomenen befasst, die nicht ohne weiteres mit dem Begriff „Modernismus“ belegt werden können.

## Inhalt
Humani generis befasst sich mit modernen philosophischen Thesen, und lehnt beispielsweise die Lehre von der Entstehung der Arten (Evolution) ab, soweit sie den Boden exakter Wissenschaft verlässt und zur Weltanschauung erhoben wird. Existenzialismus, Historizismus (gemeint ist Historismus), Rationalismus, Irenismus, Immanentismus, Idealismus und Relativismus werden als Ausdrucksformen einer offenbarungsfeindlichen Grundhaltung und daher als Gefahr für die kath. Dogmatik bewertet. Pius XII. verteidigt die Allgemeinen Konzilien und bekräftigt den katholischen Anspruch, die Wahrheit Jesu Christi zu verkünden. Den oben genannten Lehren stellt er als Glaubensursprung die ‚göttliche Offenbarung‘ entgegen, auch als Ursprung des kirchlichen Lehramtes.
Die Enzyklika urteilt nicht über die naturwissenschaftlichen Aspekte der Evolution, sondern befasst sich mit der monistischen und pantheistischen Tendenz einer Evolutionsideologie. Gegen den Existenzialismus hält Humani generis, wie auch das II. Vatikanische Konzil und die nachfolgenden Päpste, daran fest, dass ewige Wahrheiten für den Menschen mit der Vernunft sicher erkannt werden können. Gegen den systematischen Idealismus behauptet die kirchliche Lehre, dass die Erkenntnis mehr Empfangen als Produzieren sei. Der Papst kritisiert auch den ethischen Pragmatismus der Gegenwart.

## Bewertung
Die Enzyklika kam nicht unerwartet und richtet sich „nicht in erster Linie gegen einzelne Abweichungen, sondern gegen Grundhaltungen“; Humani generis bietet viel Positives über die Natur und das Übernatürliche, Offenbarung, Verhältnis von spekulativer und positiver Theologie, Wert der Vernunft und der christlichen Philosophie, Wesen des Lehramtes, Exegese. „Auch heute ist Humani generis noch aktuell“, schrieb der Dogmatiker und Jesuit Sebastian Tromp in den 1960er Jahren. Eine abschließende Einordnung der Enzyklika, die aus heutiger Sicht den letzten Schlusspunkt des Modernismusstreits der 1. Hälfte des 20. Jh. markierte, steht noch aus.
Alles in allem sind die Markierungen, die Humani generis gesetzt hat, auch für die nachfolgende Lehrtätigkeit der Kirche (Konzil und Päpste) maßgeblich geblieben. Papst Johannes Paul II. knüpft hinsichtlich des Verhältnisses von Glaube und Vernunft mit der Enzyklika Fides et ratio u. a. an Humani generis an.

## Textausgaben
- ACTA PII PP. XII: LITTERAE ENCYCLICAE PIUS PP. XII «Humani generis». In: Acta Apostolicae Sedis XLII. Jg. (1950) pp. 561–578. [amtlicher lateinischer Text]
- Rundschreiben Papst Pius’ XII. vom 12. August 1950 HUMANI GENERIS. In: Heilslehre der Kirche. Dokumente von Pius IX. bis Pius XII. Deutsche Ausgabe des französischen Originals von P[aul] Cattin O.P. und H[umbert]-Th[omas] Conus O.P. besorgt von Anton Rohrbasser. Paulusverlag, Freiburg/Schw. 1953, S. 255–275.
- Rundschreiben Papst Pius’ XII. »HUMANI GENERIS« (1950). In: Neuner-Roos: Der Glaube der Kirche in den Urkunden der Lehrverkündigung. Friedrich Pustet, Regensburg 12. Auflage 1986, Nr. 71–77, 136–137, 332, 363, 460–461, 617, 890; ISBN 3-7917-0119-3. [bringt die zentralsten Stellen in Deutsch]